# 나라별 노벨상 수상자 목록
국가별 노벨상 수상자 목록은 1901년부터 수여되고 있는 노벨상의 나라별 수상자 및 단체의 목록이다.

## 다국적 단체

### 유엔
| 평화상(6)                    |                                                            |           |                                 |
| 이름                         | 수상 이유                                                  | 수상 년도 | 본부 위치                       |
| 기후 변화에 관한 정부간 패널 | 기후 변화 문제의 해결을 위한 노력                          | 2007      | 스위스 제네바                   |
| 국제 원자력 기구             | 원자력 에너지의 군사적 이용 방지와 평화적 이용에 대한 노력 | 2005      | 오스트리아 빈                   |
| 유엔                         | 더 조직적으로 평화로운 세상을 위해 노력                    | 2001      | 미국 뉴욕                       |
| 유엔 평화유지군              | 수많은 국제적 분쟁 해결 및 평화 정착을 위해 노력           | 1988      | 유엔 안전 보장 이사회 미국 뉴욕 |
| 유엔 난민 고등 판무관 사무소 | 난민들의 정치적·법적 보호를 위해 노력                      | 1981 1954 | 스위스 제네바                   |
| 유니세프                     | 어린이의 생활개선에 기여                                   | 1965      | 미국 뉴욕                       |
| 총 6단체                     |                                                            |           |                                 |

### 그 외
| 평화상(3)        | |           |               |
| 이름             | 수상 이유 | 수상 년도 | 본부 위치     |
| 국경 없는 의사회 | 분쟁·참사 지역의 신속한 구호활동을 통한 인도주의 실현과 일반 대중의 관심 촉구 | 1999      | 스위스 제네바 |
| 국제사면위원회   | 이데올로기·정치·종교상 신념, 견해로 체포·투옥된 정치범의 석방, 공정한 재판, 옥중 처우 개선, 고문·사형의 폐지 등을 국가의 사회체제에 관계없이 정부 서신 등을 통해 요구하는 지속적 운동으로 약 2만 명의 정치범 석방 | 1977      | 영국 런던     |
| 국제 평화국      | 국제 평화 운동, 국제 조정, 각국 의회 간 교류 기여 | 1910      | 스위스 베른   |
| 총 3단체         | |           |               |

## 유럽

### 그리스
| 문학상(2)           |           |           |                |
| 이름                | 수상 이유 | 수상 년도 | 기타 국적 사항 |
| 오디세아스 엘리티스 | -         | 1979      |                |
| 요르고스 세페리스   | -         | 1963      |                |
| 총 2명              |           |           |                |

### 네덜란드
| 물리학상(10)                  |                                                                                  |           |                              |
| 이름                          | 수상 이유                                                                        | 수상 년도 | 기타 국적 사항               |
| 안드레 가임                   | 그래핀의 발견                                                                    | 2010      | 소비에트 연방 1958/10/01 - ? |
| 마르티뉘스 펠트만             | 전자기력과 약력의 양자역학적 구조 규명                                           | 1999      |                              |
| 헤라르뒤스 엇호프트           | 전자기력과 약력의 양자역학적 구조 규명                                           | 1999      |                              |
| 시몬 판 데르 메이르           | 약한 보손의 발견                                                                 | 1984      |                              |
| 니콜라스 블룸베르헌           | 메이저와 레이저의 기초원리 연구                                                  | 1981      | 미국 복수국적 ? -            |
| 프리츠 제르니커               | 광파면의 변형(위상차 현상) 발견과 미소물체의 굴절률 차이 식별의 수학적 이론 규명 | 1953      |                              |
| 헤이커 카메를링 오너스        | 액체 공기·액체 수소·액체 헬륨 제조의 성공과 초전도현상의 발견                    | 1913      |                              |
| 요하네스 디데릭 판데르 발스   | 분자의 크기와 분자들 사이의 상호 작용을 고려한 반데발스의 상태방정식의 발견      | 1910      |                              |
| 피터르 제이만                 | 제이만 효과의 발견                                                               | 1902      |                              |
| 헨드릭 로런츠                 | 방사에 대한 자장의 영향 연구                                                     | 1902      |                              |
| 화학상(3)                     |                                                                                  |           |                              |
| 이름                          | 수상 이유                                                                        | 수상 년도 | 기타 국적 사항               |
| 파울 크루첸                   | 산화질소류의 오존 분해 촉진 촉매제 역할 규명                                     | 1995      |                              |
| 피터 디바이                   | 쌍극자모멘트, X선, 전자회절에 의한 분자구조 연구                                 | 1936      |                              |
| 야코뷔스 헨드리퀴스 반트 호프 | 반응 속도·화학 평형·삼투압에 관한 연구                                           | 1901      |                              |
| 경제학상(2)                   |                                                                                  |           |                              |
| 이름                          | 수상 이유                                                                        | 수상 년도 | 기타 국적 사항               |
| 찰링 코프만스                 | 선형계획법에서의 수송모델 개발                                                   | 1975      |                              |
| 얀 틴베르헌                   | 거시적 동태이론에 따른 경기순환의 통계적 검정 최초 실시                          | 1969      |                              |
| 생리학·의학상(3)              |                                                                                  |           |                              |
| 이름                          | 수상 이유                                                                        | 수상 년도 | 기타 국적 사항               |
| 니코 틴버겐                   | 유럽·미국·아프리카의 해조 행동 연구                                              | 1973      |                              |
| 크리스티안 에이크만           | 비타민 B1의 발견                                                                 | 1929      |                              |
| 빌럼 에인트호번               | 심전도의 기작 발견                                                               | 1924      |                              |
| 평화상(1)                     |                                                                                  |           |                              |
| 이름                          | 수상 이유                                                                        | 수상 년도 | 기타 국적 사항               |
| 토비아스 아서르               | 1899년 제1차 만국평화회의에서의 상설중재재판소 결성에 기여                       | 1911      |                              |
| 총19명                        |                                                                                  |           |                              |

### 노르웨이
| 경제학상(3)               |                                                          |           |                       |
| 이름                      | 수상 이유                                                | 수상 년도 | 기타 국적 사항        |
| 핀 쉬들란                 | 실물적 경기변동이론 주창                                 | 2004      |                       |
| 트리그베 호벨모           | 계량경제학의 확률적 접근 이론 정립                       | 1989      |                       |
| 랑나르 프리슈             | 수리경제학 발전에 공헌                                   | 1969      |                       |
| 물리학상(1)               |                                                          |           |                       |
| 이름                      | 수상 이유                                                | 수상 년도 | 기타 국적 사항        |
| 이바르 예베르             | 초전도체의 터널효과 첫 측정과 비정상 조지프슨 효과 관측  | 1973      | 미국 복수국적 ? -     |
| 화학상(2)                 |                                                          |           |                       |
| 이름                      | 수상 이유                                                | 수상 년도 | 기타 국적 사항        |
| 오드 하셀                 | 사이클로헥세인 유도체의 중심 화학구조 입체설 제창과 발전 | 1969      |                       |
| 라르스 온사거             | 비가역 반응의 기초 이론 연구                             | 1968      |                       |
| 문학상(3)                 |                                                          |           |                       |
| 이름                      | 수상 이유                                                | 수상 년도 | 기타 국적 사항        |
| 시그리드 운세트           | -                                                        | 1928      | 덴마크 1882/05/20 - ? |
| 크누트 함순               | 소설 《흙의 혜택》                                       | 1920      |                       |
| 비에른스티에르네 비에른손 | 유럽 문학의 사회주의적 사실주의 확립에 기여              | 1903      |                       |
| 평화상(2)                 |                                                          |           |                       |
| 이름                      | 수상 이유                                                | 수상 년도 | 기타 국적 사항        |
| 프리드쇼프 난센           | 러시아 적십자 기근 구제 사업 등 평화 사업에 공헌         | 1922      |                       |
| 크리스티안 로우스 랑에    | -                                                        | 1921      |                       |
| 총 11명                   |                                                          |           |                       |

### 덴마크
| 화학상(1)              |                                              |           |                          |
| 이름                   | 수상 이유                                    | 수상 년도 | 기타 국적 사항           |
| 옌스 스코우            | 아데노신 삼인산 합성 효소에 관해 연구        | 1997      |                          |
| 생리학·의학상(5)       |                                              |           |                          |
| 이름                   | 수상 이유                                    | 수상 년도 | 기타 국적 사항           |
| 닐스 카이 예르네       | ‘네트워크 이론’ 발표                         | 1984      |                          |
| 헨릭 담                | 비타민 K 발견                                | 1945      |                          |
| 요하네스 피비게르      | 기생충 스피로프텔라의 위암 유발 발견         | 1926      |                          |
| 아우구스트 크로그      | 모세관 운동의 조절 기능 발견                 | 1920      |                          |
| 닐스 뤼베르 핀센       | 심상성 낭창에 대한 특수 광선의 치료효과 규명 | 1903      | 페로 제도 1860/12/15 - ? |
| 물리학상(3)            |                                              |           |                          |
| 이름                   | 수상 이유                                    | 수상 년도 | 기타 국적 사항           |
| 오게 닐스 보어         | 원자핵 내의 집단운동과 입자운동의 결부 연구  | 1975      |                          |
| 벤 로위 모텔손         | 원자핵 내의 집단운동과 입자운동의 결부 연구  | 1975      |                          |
| 닐스 보어              | 원자핵 내의 집단운동과 입자운동의 결부 연구  | 1922      |                          |
| 문학상(3)              |                                              |           |                          |
| 이름                   | 수상 이유                                    | 수상 년도 | 기타 국적 사항           |
| 요하네스 빌헬름 옌센   | 소설 《긴 여행(旅行)》                       | 1944      |                          |
| 카를 아돌프 기엘레루프 | -                                            | 1917      |                          |
| 헨리크 폰토피단        | -                                            | 1917      |                          |
| 평화상(1)              |                                              |           |                          |
| 이름                   | 수상 이유                                    | 수상 년도 | 기타 국적 사항           |
| 프레드리크 바예르      | -                                            | 1908      |                          |
| 총 13명                |                                              |           |                          |

### 독일
- 문학상(10)
  - 헤르타 뮐러, 루마니아 출생, 2009년
  - 귄터 그라스, 단치히 자유시 출생:현 폴란드, 1999년
  - 하인리히 뵐, 1972년
  - 넬리 작스, 1966년
  - 헤르만 헤세, 1946년
  - 토마스 만, 1929년
  - 게르하르트 하웁트만, 프로이센 출생:현 폴란드, 1912년
  - 파울 요한 루트비히 폰 하이제, 1910년
  - 루돌프 크리스토프 오이켄, 1908년
  - 테오도어 몸젠, 덴마크 출생, 1902년
- 생리학·의학상(23)
  - 하랄트 추어 하우젠, 2008년
  - 귄터 블로벨, 1999년
  - 크리스티아네 뉘슬라인폴하르트, 1995년
  - 베르트 자크만, 1991년
  - 에르빈 네어, 1991년
  - 게오르기 쾰러, 1984년
  - 카를 폰 프리슈, 오스트리아-헝가리 제국 출신, 현 폴란드, 1973년
  - 버나드 카츠, 1970년
  - 막스 델브뤽, 1969년
  - 페오드르 리넨, 1964년
  - 콘래드 블로흐, 1964년
  - 베르너 포르스만, 1956년
  - 프리츠 리프만, 1953년
  - 핸스 애돌프 크레브스, 1953년
  - 언스트 체인, 1945년
  - 게르하르트 도마크, 1939년
  - 한스 슈페만, 1935년
  - 오토 하인리히 바르부르크, 1931년
  - 오토 프리츠 마이어호프, 1922년
  - 알브레히트 코셀, 1910년
  - 파울 에를리히, 1908년
  - 로베르트 코흐, 1905년
  - 에밀 아돌프 폰 베링, 1901년
- 화학상(30)
  - 에마뉘엘 샤르팡티에, 2020년
  - 게르하르트 에르틀, 2007년
  - 요한 다이젠호퍼, 1988년
  - 로버트 후버, 1988년
  - 하르트무트 미헬, 1988년
  - 게오르크 비티히, 1979년
  - 에른스트 오토 피셔, 1973년
  - 게르하르트 헤르츠베르크, 1971년
  - 만프레트 아이겐, 1967년
  - 카를 치글러, 1963년
  - 헤르만 슈타우딩거, 1953년
  - 오토 딜스, 1950년
  - 쿠르트 알더, 1950년
  - 오토 한, 1944년
  - 아돌프 부테난트, 1939년
  - 리하르트 쿤, 오스트리아 출생, 1938년
  - 카를 보슈, 1931년
  - 프리드리히 베르기우스, 1931년
  - 한스 피셔, 1930년
  - 한스 폰 오일러켈핀, 1929년
  - 아돌프 오토 라인홀트 빈다우스, 1928년
  - 하인리히 빌란트, 1927년
  - 발터 네른스트, 1920년
  - 프리츠 하버, 1918년
  - 리하르트 빌슈테터, 1915년
  - 오토 발라흐, 1910년
  - 빌헬름 오스트발트, 러시아 출생:현 라트비아, 1909년
  - 에두아르트 부흐너, 1907년
  - 아돌프 폰 바이어, 1905년
  - 헤르만 에밀 피셔, 1902년
- 물리학상(33)
  - 라인하르트 겐첼, 2020년
  - 페터 그륀베르크, 보헤미아 모라바 보호국 출생:현 체코, 2007년
  - 테오도어 W 헨슈, 2005년
  - 볼프강 케털리, 2001년
  - 허버트 크뢰머, 2000년
  - 호르스트 슈퇴르머, 1998년
  - 한스 데멜트, 1989년
  - 볼프강 파울, 1989년
  - 잭 스타인버거, 1988년
  - 요하네스 게오르크 베드노르츠, 1987년
  - 에른스트 루스카, 1986년
  - 게르트 비니히, 1986년
  - 클라우스 클리칭, 1985년
  - 아노 앨런 펜지어스, 1978년
  - 한스 베테, 1967년
  - 마리아 괴퍼트메이어, 1963년
  - J. 한스 D. 옌젠, 1963년
  - 루돌프 뫼스바워, 1961년
  - 막스 보른, 1956년
  - 발터 보테, 1954년
  - 오토 슈테른, 1943년
  - 베르너 하이젠베르크, 1932년
  - 제임스 프랑크, 1925년
  - 구스타프 헤르츠, 1925년
  - 알베르트 아인슈타인, 1921년
  - 요하네스 슈타르크, 1919년
  - 막스 플랑크, 1918년
  - 막스 폰 라우에, 1914년
  - 빌헬름 빈, 1911년
  - 카를 페르디난트 브라운, 1909년
  - 앨버트 에이브러햄 마이컬슨, 프로이센 출생:현 폴란드, 1907년
  - 필리프 레나르트, 오스트리아 제국 출생:현 슬로바키아, 1905년
  - 빌헬름 콘라트 뢴트겐, 1901년
- 경제학상(2)
  - 로버트 아우만, 2005년
  - 라인하르트 젤텐, 1994년
- 평화상(6)
  - 헨리 키신저, 1973년
  - 빌리 브란트, 1971년
  - 알베르트 슈바이처, 1952년
  - 카를 폰 오시에츠키, 1935년
  - 루트비히 크비데, 1927년
  - 구스타프 슈트레제만, 1926년
- 총 102명

### 러시아
- 물리학상(12)
  - 안드레 가임, 2010년
  - 콘스탄틴 노보셀로프, 2010년
  - 알렉세이 사브라소프, 2003년
  - 비탈리 긴즈부르크, 2003년
  - 조레스 알표로프, 소비에트 연방 출생, 2000년
  - 표트르 레오니도비치 카피차, 1978년
  - 니콜라이 바소프, 1964년
  - 알렉산드르 프로호로프, 1964년
  - 레프 란다우, 1962년
  - 파벨 알렉세예비치 체렌코프, 1958년
  - 이고리 탐, 1958년
  - 일리야 프란크, 1958년
- 경제학상(1)
  - 레오니트 후르비치, 1975년
- 평화상(3)
  - 미하일 고르바초프, 1990년
  - 메나헴 베긴, 1978년
  - 안드레이 사하로프, 1975년
- 문학상(3)
  - 조지프 브로드스키, 1987년
  - (수상 거부)보리스 파스테르나크, 1958년
  - 이반 부닌, 1933년
- 화학상(3)
  - 일리야 프리고진, 1977년
  - 니콜라이 세묘노프, 1956년
  - 빌헬름 오스트발트, 1909년
- 문학상(2)
  - 알렉산드르 솔제니친, 1970년
  - 미하일 숄로호프, 1965년
- 생리학·의학상(2)
  - 엘리 메치니코프, 1908년
  - 이반 파블로프, 1904년
- 총 26명

### 리투아니아
- 화학상(1)
  - 에런 클루그, 1982년
- 문학상(1)
  - 체스와프 미워시, 러시아 제국 출생:현 리투아니아, 1980년
- 총 2명

### 루마니아
- 문학상(1)
  - 헤르타 뮐러, 2009년
- 평화상(1)
  - 엘리 위젤, 1986년
- 생리학·의학상(1)
  - 조지 펄레이드, 1974년
- 총 3명

### 룩셈부르크
- 생리학·의학상(1)
  - 율레스 호프만, 2011년
- 물리학상(1)
  - 가브리엘 리프만, 1908년
- 총 2명

### 벨기에
- 화학상(1)
  - 일리야 프리고진, 1977년
- 생리학·의학상(4)
  - 크리스티앙 드 뒤브, 영국 출생:1974년
  - 알베르 클로드, 1974년
  - 코르네유 하이만스, 1938년
  - 쥘 보르데, 1919년
- 평화상(3)
  - 도미니크 피르, 1985년
  - 앙리 라퐁텐, 1913년
  - 오귀스트 베르나르트, 1909년
- 문학상(1, 1)
  - 모리스 마테를링크, 1911년
  - 국제법 학회, 1904년
- 총 9명, 1단체

### 벨라루스
- 물리학상(1)
  - 조레스 알표로프, 소비에트 연방 출생:현 벨라루스, 2000년
- 평화상(2)
  - 시몬 페레스, 폴란드 출생:현 벨라루스, 1994년
  - 메나헴 베긴, 러시아 제국 출생:현 벨라루스, 1978년
- 경제학상(1)
  - 사이먼 쿠즈네츠, 러시아 제국 출생:현 벨라루스, 1971년
- 문학상 (1)
  - 스베틀라나 알렉시예비치2015년
- 총 5명

### 불가리아
- 문학상(1)
  - 엘리아스 카네티, 1981년
- 총 1명

### 세르비아
- 문학상(1)
  - 이보 안드리치, 1961년
- 총 1명

### 스위스
- 화학상(6)
  - 쿠르트 뷔트리히, 2002년
  - 리하르트 에른스트, 1991년
  - 블라디미르 프렐로그, 1975년
  - 레오폴드 루지치카, 오스트리아-헝가리 제국 출생:현 크로아티아, 후 스위스로 귀화, 1939년
  - 파울 카러, 1937년
  - 알프레트 베르너, 1913년
- 생리학·의학상(8)
  - 롤프 칭커나겔, 1996년
  - 에드먼드 피셔, 1992년
  - 조르주 퀼러, 1984년
  - 베르너 아르버, 1978년
  - 다니엘 보베, 1957년
  - 발터 헤스, 1949년
  - 파울 헤르만 뮐러, 1948년
  - 에밀 테오도어 코허, 1909년
- 물리학상(6)
  - 카를 알렉산더 뮐러, 1987년
  - 하인리히 로러, 1986년
  - 펠릭스 블로흐, 1952년
  - 타데우시 라이히슈타인, 1950년
  - 알베르트 아인슈타인, 1921년
  - 샤를 에두아르 기욤, 1920년
- 문학상(2)
  - 헤르만 헤세, 1946년
  - 카를 슈피텔러, 1919년
- 평화상(3)
  - 엘리 뒤코묑, 1902년
  - 샤를 알베르 고바, 1902년
  - 앙리 뒤낭, 1901년
- 총 25명

### 스웨덴
- 문학상(8)
  - 토마스 트란스트뢰메르, 2011년
  - 에위빈드 욘손, 1974년
  - 하뤼 마르틴손, 1974년
  - 넬리 작스, 1966년
  - 페르 라게르크비스트, 1951년
  - 에리크 악셀 카를펠트, 1931년
  - 베르네르 폰 헤이덴스탐, 1916년
  - 셀마 라겔뢰프, 1909년
- 생리학·의학상(7)
  - 아르비드 칼손, 2000년
  - 수네 베리스트룀, 1982년
  - 벵트 잉에마르 사무엘손, 1982년
  - 토르스튼 위즐, 1981년
  - 울프 폰 오일러, 1970년
  - 랑나르 그라니트, 러시아 제국 출생, 1967년
  - 알바르 굴스트란드, 1911년
- 평화상(5)
  - 알바 뮈르달, 1982년
  - (사후 수상)다그 함마르셸드, 1961년
  - 나탄 셰데르블롬, 1930년
  - 얄마르 브란팅, 1921년
  - 클라스 폰투스 아르놀드손, 1908
- 물리학상(4)
  - 카이 시그반, 1981년
  - 한네스 알벤, 1970년
  - 만네 시그반, 1924년
  - 구스타프 달렌, 1912년
- 경제학상(2)
  - 베르틸 올린, 1977년
  - 군나르 뮈르달, 1974년
- 화학상(4)
  - 아르네 티셀리우스, 1948년
  - 한스 폰 오일러켈핀, 1929년
  - 테오도르 스베드베리, 1926년
  - 스반테 아레니우스, 1903년
- 총 30명

### 스페인
- 문학상(6)
  - 마리오 바르가스 요사, 페루 출생, 2010년
  - 카밀로 호세 셀라, 1989년
  - 비센테 알레익산드레, 1977년
  - 후안 라몬 히메네스, 1956년
  - 하신토 베나벤테, 1922년
  - 호세 에체가라이, 1904년
- 생리학·의학상(2)
  - 세베로 오초아
  - 산티아고 라몬 이 카할, 1906년
- 총 8명

### 아이슬란드
| 문학상(1)       |           |           |                |
| 이름            | 수상 이유 | 수상 년도 | 기타 국적 사항 |
| 할도르 락스네스 | -         | 1955      |                |
| 총1명           |           |           |                |

### 아일랜드
- 평화상(2)
  - 존 흄, 1998년
  - 숀 맥브라이드, 프랑스 출생, 현 아일랜드 국적자, 1974년
- 문학상(4)
  - 셰이머스 히니, 1995년
  - 사뮈엘 베케트, 1969년
  - 조지 버나드 쇼, 1925년
  - 윌리엄 버틀러 예이츠, 1923년
- 물리학상(1)
  - 어니스트 월턴, 1951년
- 총 7명

### 영국
- 물리학상(25)
  - 로저 펜로즈, 2020년
  - 안드레 가임, 2010년
  - 콘스탄틴 노보셀로프, 2010년
  - 찰스 가오, 2009년
  - 앤서니 레깃, 2003년
  - 네빌 프랜시스 모트, 1977년
  - 마틴 라일, 1974년
  - 앤터니 휴이시, 1974년
  - 브라이언 데이비드 조지프슨, 1973년
  - 데니스 가보르, 1971년
  - 막스 보른, 1954년
  - 존 콕크로프트, 1951년
  - 세실 프랭크 파월, 1950년
  - 패트릭 메이너드 스튜어트 블래킷, 1948년
  - 에드워드 빅터 애플턴, 1947년
  - 조지 패짓 톰슨, 1937년
  - 제임스 채드윅, 1935년
  - 폴 디랙, 1933년
  - 오언 윌런스 리처드슨, 1928년
  - 찰스 톰슨 리스 윌슨, 1927년
  - 찰스 글러버 바클라, 1917년
  - 윌리엄 헨리 브래그, 1915년
  - 윌리엄 로런스 브래그, 1915년
  - 조지프 존 톰슨, 1906년
  - 존 윌리엄 스트럿 레일리, 1904년
- 생리학·의학상(34)
  - 마이클 호턴, 2020년
  - 로버트 에드워즈, 2010년
  - 잭 쇼스택, 2009년
  - 마틴 에번스, 2007년
  - 올리버 스미시스, 2007년
  - 피터 맨스필드, 2003년
  - 시드니 브레너, 2002년
  - 존 설스턴, 2002년
  - 팀 헌트, 2001년
  - 폴 너스, 2001년
  - 리처드 로버츠, 1993년
  - 제임스 블랙, 1988년
  - 닐스 예르네, 1984년
  - 세사르 밀스테인, 1984년
  - 존 베인, 1982년
  - 고드프리 하운스필드, 1979년
  - 크리스티앙 드 뒤브, 1974년
  - 로드니 로버트 포터, 1972년
  - 버나드 카츠, 1970년
  - 앤드루 헉슬리, 1963년
  - 앨런 호지킨, 1963년
  - 프랜시스 크릭, 1962년
  - 모리스 윌킨스, 1962년
  - 피터 메더워, 1960년
  - 세베로 오초아, 1959년
  - 핸스 애돌프 크레브스, 1953년
  - 언스트 체인, 1945년
  - 알렉산더 플레밍, 1945년
  - 헨리 핼릿 데일, 1936년
  - 찰스 셰링턴, 1932년
  - 에드거 에이드리언, 1932년
  - 프레더릭 가울랜드 홉킨스, 1929년
  - 존 제임스 리카드 매클라우드, 1923년
  - 아처볼드 힐, 1922년
- 문학상(12)
  - 도리스 레싱, 2007년
  - 해럴드 핀터, 2005년
  - V. S. 나이폴, 2001년
  - 셰이머스 히니, 1995년
  - 윌리엄 골딩, 1983년
  - 엘리아스 카네티, 1981년
  - 패트릭 화이트, 1973년
  - 윈스턴 처칠, 1953년
  - 버트런드 러셀, 1950년
  - T. S. 엘리엇, 1948년
  - 존 골즈워디, 1932년
  - 조지 버나드 쇼, 1925년
- 경제학상(8)
  - 클라이브 그레인저, 2003년
  - 제임스 멀리스, 1996년
  - 로널드 코스, 1991년
  - 리처드 스톤, 1984년
  - 아서 루이스, 1979년
  - 제임스 미드, 1977년
  - 프리드리히 하이에크, 1974년
  - 존 힉스, 1972년
- 평화상(11, 1)
  - 데이비드 트림블, 1998년
  - 조지프 로트블랫, 1995년
  - 베티 윌리엄스, 1976년
  - 메어리드 코리건, 1976년
  - 필립 노엘베이커, 1959년
  - 존 보이드 오어, 1949년
  - 영국 퀘이커 봉사 협회, 1947년
  - 로버트 세실, 1937년
  - 아서 헨더슨, 1934년
  - 노먼 에인절, 1933년
  - 오스틴 체임벌린, 1925년
  - 윌리엄 랜들 크리머, 1903년
- 화학상(27)
  - 존 포플, 1998년
  - 존 워커, 1997년
  - 해리 크로토, 1996년
  - 마이클 스미스, 1993년
  - 에런 클루그, 1982년
  - 프레더릭 생어, 1980년
  - 피터 데니스 미첼, 1978년
  - 존 콘포스, 1975년
  - 제프리 윌킨슨, 1973년
  - 디릭 바턴, 1969년
  - 로널드 노리시, 1967년
  - 조지 포터, 1967년
  - 도로시 호지킨, 1964년
  - 존 켄드루, 1962년
  - 막스 페루츠, 1962년
  - 프레더릭 생어, 1958년
  - 알렉산더 토드, 1957년
  - 시릴 노먼 힌셜우드, 1956년
  - 아처 마틴, 1952년
  - 리처드 싱, 1952년
  - 로버트 로빈슨, 1947년
  - 노먼 하워스, 1937년
  - 아서 하든, 1929년
  - 프랜시스 윌리엄 애스턴, 1922년
  - 프레더릭 소디, 1921년
  - 어니스트 러더퍼드, 1908년
  - 윌리엄 램지, 1904년
- 총 115명, 1단체

### 오스트리아
- 문학상(1)
  - 엘프리데 옐리네크, 2004년
- 생리학·의학상(7)
  - 에릭 캔들, 2000년
  - 콘라트 로렌츠, 1973년
  - 카를 폰 프리슈, 1973년
  - 오토 뢰비, 1936년
  - 카를 란트슈타이너, 1930년
  - 율리우스 바그너 야우레크, 1927년
  - 로베르트 바라니, 1914년
- 화학상(4)
  - 월터 콘, 1998년
  - 막스 페루츠, 1962년
  - 리하르트 쿤, 1938년
  - 프리츠 프레글, 1923년
- 경제학상(1)
  - 프리드리히 하이에크, 1974년
- 물리학상(3)
  - 볼프강 파울리, 1945년
  - 빅토르 프란츠 헤스, 1936년
  - 에르빈 슈뢰딩거, 1933년
- 평화상(2)
  - 알프레트 헤르만 프리트, 1911년
  - 베르타 폰 주트너, 1905년
- 총 18명

### 우크라이나
- 물리학(1)
  - 조르주 샤르파크, 1992년
- 화학상(1)
  - 로알드 호프만, 1981년
- 생리학·의학상(1)
  - 엘리 메치니코프, 1908년
- 총 3명

### 이탈리아
- 생리학·의학상(6)
  - 마리오 카페키, 2007년
  - 리타 레비몬탈치니, 1986년
  - 레나토 둘베코, 1975년
  - 살바도르 루리아, 1969년
  - 다니엘 보베, 스위스 출생, 1957년
  - 카밀로 골지, 1906년
- 물리학상(6)
  - 조르조 파리시, 2021년
  - 리카르도 지아코니, 2002년
  - 카를로 루비아, 1984년
  - 에밀리오 지노 세그레, 1959년
  - 엔리코 페르미, 1938년
  - 굴리엘모 마르코니, 1909년
- 문학상(6)
  - 다리오 포, 1997년
  - 에우제니오 몬탈레, 1975년
  - 살바토레 콰시모도, 1959년
  - 루이지 피란델로, 1934년
  - 그라치아 델레다, 1926년
  - 조수에 카르두치, 1906년
- 경제학상(1)
  - 프랑코 모딜리아니, 1985년
- 화학상(1)
  - 줄리오 나타, 1963년
- 평화상(1)
  - 에르네스토 테오도로 모네타, 1907년
- 총 21명

### 체코
- 문학상(1)
  - 야로슬라프 사이페르트, 1984년
- 화학상(1)
  - 야로슬라브 헤이로프스키, 1959년
- 생리학·의학상(2)
  - 칼 퍼디낸드 코리, 오스트리아-헝가리 제국 출생, 1947년
  - 거티 코리, 오스트리아-헝가리 제국 출생, 1947
- 총 4명

### 크로아티아
- 화학상(2)
  - 레오폴드 루지치카, 오스트리아-헝가리 제국 출생:현 크로아티아, 후 스위스로 귀화, 1939년
  - 블라디미르 프렐로그, 오스트리아-헝가리 제국 출생:현 크로아티아, 1975년
- 총 2명

### 포르투갈
- 문학상(1)
  - 주제 사라마구, 1998년
- 평화상(2)
  - 카를루스 필리프 시메느스 벨루, 포르투갈령 티모르 출생:현 동티모르, 1996년
  - 조제 하무스 오르타, 포르투갈령 티모르 출생:현 동티모르, 1996년
- 생리학·의학상(1)
  - 안토니오 에가스 모니스, 1949년
- 총 4명

### 폴란드
- 문학상(5)
  - 비스와바 심보르스카, 1996년
  - 체스와프 미워시, 러시아 제국 출생, 1980년
  - 아이작 바셰비스 싱어, 러시아 제국 출생, 1978년
  - 브와디스와프 레이몬트, 1924년
  - 헨리크 시엔키에비치, 1905년
- 평화상(2)
  - 조지프 로트블랫, 러시아 제국 출생, 1995년
  - 레흐 바웬사, 1983년
- 물리학상(2)
  - 조르주 샤르파크, 우크라이나 출생, 1992년
  - 마리 퀴리, 1903년
- 화학상(2)
  - 로알드 호프만, 러시아 제국 출생, 1981년
  - 마리 퀴리, 1911년
- 생리학·의학상(1)
  - 타데우시 라이히슈타인, 1950년
- 총 12명

### 프랑스
- 생리학·의학상(13)
  - 율레스 호프만, 룩셈부르크 출생, 2011년
  - 뤽 몽타니에, 2008년
  - 프랑수아 바레 시누스, 2008년
  - 장 도세, 1980년
  - 로제 기유맹, 1977년
  - 프랑수아 자코브, 1965년
  - 자크 모노, 1965년
  - 앙드레 루오프, 1965년
  - 앙드레 쿠르낭, 1956년
  - 샤를 니콜, 1928년
  - 샤를 리셰, 1913년
  - 알렉시 카렐, 1912년
  - 샤를 루이 알퐁스 라브랑, 1907년
- 문학상(15)
  - 장마리 귀스타브 르 클레지오, 2008년
  - 가오싱젠, 중화인민공화국 출생, 2000년
  - 클로드 시몽, 마다가스카르 출생, 1985년
  - 장 폴 사르트르, 1964년
  - 생존 페르스, 1960년
  - 알베르 카뮈, 프랑스령 알제리 출생, 1957년
  - 프랑수아 모리아크, 1952년
  - 앙드레 지드, 1947년
  - 로제 마르탱뒤가르, 1937년
  - 이반 부닌, 러시아 출생, 1933년
  - 앙리 베르그송, 1927년
  - 아나톨 프랑스, 1921년
  - 로맹 롤랑, 1915년
  - 프레데리크 미스트랄, 1904년
  - 쉴리 프뤼돔, 1901년
- 물리학상(12)
  - 알베르 페르, 2007년
  - 클로드 코엔타누지, 1997년
  - 조르주 샤르파크, 1992년
  - 피에르질 드 젠, 1991년
  - 루이 네엘, 1970년
  - 알프레드 카스틀레르, 1966년
  - 루이 드 브로이, 1929년
  - 장 바티스트 페랭, 1926년
  - 가브리엘 리프만, 룩셈부르크 출생, 1908년
  - 앙리 베크렐, 1903년
  - 피에르 퀴리, 1903년
  - 마리 퀴리, 러시아 제국 출생:현 폴란드, 1903년
- 화학상(10)
  - 이브 쇼뱅, 2005년
  - 장 마리 렌, 1987년
  - 루이스 를루아르, 1970년
  - 프레데리크 졸리오퀴리, 1935년
  - 이렌 졸리오퀴리, 1935년
  - 알프레트 베르너, 1913년
  - 폴 사바티에, 1912년
  - 빅토르 그리냐르, 1912년
  - 마리 퀴리, 러시아 제국 출생:현 폴란드, 1911년
  - 앙리 무아상, 1906년
- 평화상(11)
  - 숀 맥브라이드, 프랑스 출생, 현 아일랜드 국적자, 1974년
  - 르네 카생, 1968년
  - 알베르트 슈바이처, 1952년
  - 레옹 주오, 1951년
  - 페르디낭 뷔송, 1927년
  - 아리스티드 브리앙, 1926년
  - 레옹 부르주아, 1920년
  - 폴앙리뱅자맹 데스투르넬 드 콩스탕, 1909년
  - 루이 르노 (법학자), 1907년
  - 앙리 뒤낭, 1901년
  - 프레데리크 파시, 1901년
- 경제학상(2)
  - 모리스 알레, 1988년
  - 제라르 드브뢰, 1983년
- 총 63명

### 핀란드
- 평화상(1)
  - 마르티 아티사리, 2008년
- 생리학·의학상(1)
  - 랑나르 그라니트, 러시아 제국 출생, 1967년
- 화학상(1)
  - 아르투리 비르타넨, 러시아 제국 출생, 1945년
- 문학상(1)
  - 프란스 에밀 실란패, 러시아 제국 출생, 1939년
- 총 4명

### 헝가리
- 화학상(4)
  - 아브람 헤르슈코, 2004년
  - 조지 올라, 1994년
  - 죄르지 헤베시, 1943년
  - 리하르트 아돌프 지그몬디, 1925년
- 문학상(1)
  - 케르테스 임레, 2002년
- 경제학상(1)
  - 존 하사니, 1994년
- 물리학상(3)
  - 데니스 가보르, 1971년
  - 유진 위그너, 1963년
  - 필리프 레나르트, 1905년
  - 생리학·의학상(2)
  - 게오르크 폰 베케시, 1961년
  - 센트죄르지 얼베르트, 1937년
- 총 11명

## 아프리카

### 가나
| 평화상(1) |                                         |           |                |
| 이름      | 수상 이유                               | 수상 년도 | 기타 국적 사항 |
| 코피 아난 | 더 조직적으로 평화로운 세상을 위해 노력 | 2001      |                |
| 총 1명    |                                         |           |                |

### 나이지리아
| 문학상(1)   |                 |           |                |
| 이름        | 수상 이유       | 수상 년도 | 기타 국적 사항 |
| 월레 소잉카 | 소설 《해설자》 | 1986      |                |
| 총 1명      |                 |           |                |

### 남아프리카 공화국
- 생리학·의학상(3)
  - 시드니 브레너, 2002년
  - 앨런 코맥, 1979년
  - 막스 타일러, 1951년
- 평화상(4)
  - 프레데리크 빌렘 데 클레르크, 1993년
  - 넬슨 만델라, 1993년
  - 데스몬드 투투, 1984년
  - 앨버트 루툴리, 1960년
- 문학상(2)
  - 네이딘 고디머, 1991년
  - 존 맥스웰 쿳시, 2003년
- 총 9명

### 라이베리아
| 평화상(2)       |                                         |           |                |
| 이름            | 수상 이유                               | 수상 년도 | 기타 국적 사항 |
| 엘런 존슨설리프 | 여성의 안전과 인권을 위한 비폭력적 투쟁 | 2011      |                |
| 리마 보위       | 여성의 안전과 인권을 위한 비폭력적 투쟁 | 2011      |                |
| 총 2명          |                                         |           |                |

### 알제리
- 화학상(1)
  - 클로드 코엔타누지, 프랑스령 알제리 출생:현 알제리, 1997년
- 문학상(1)
  - 알베르 카뮈, 프랑스령 알제리 출생:현 알제리, 1957년
- 총 2명

### 이집트
- 평화상(2)
  - 무함마드 엘바라데이, 2005년
  - 안와르 사다트, 1978년
- 화학상(1)
  - 아메드 즈웨일, 1999년
- 문학상(1)
  - 나기브 마푸즈, 1988년
- 총 4명

### 케냐
| 평화상(1)     |                                         |           |                |
| 이름          | 수상 이유                               | 수상 년도 | 기타 국적 사항 |
| 왕가리 마타이 | 지속 가능한 발전, 민주주의, 평화에 기여 | 2004      |                |
| 총 1명        |                                         |           |                |

## 아시아

### 대한민국
| 평화상(1) | |           |                |
| 이름      | 수상 이유 | 수상 년도 | 기타 국적 사항 |
| 김대중    | 한반도(남한) 민주화와 인권신장, 남북화해, 동아시아 민주화에 기여 2000년 남북 정상 회담 개최 등 대한민국과 조선민주주의인민공화국 간 평화 노력 | 2000      |                |
| 문학상(1) | |           |                |
| 이름      | 수상 이유 | 수상 년도 | 기타 국적 사항 |
| 한강      | 역사적 트라우마에 맞서고 인간 삶의 연약함을 폭로하는 강렬한 시적 산문                                                                         | 2024      |                |
| 총2명     | |           |                |

### 동티모르
| 평화상(2)                     |                                           |           |                |
| 이름                          | 수상 이유                                 | 수상 년도 | 기타 국적 사항 |
| 카를루스 필리프 시메느스 벨루 | 비폭력과 대화를 통한 동티모르 분쟁의 해결 | 1996      |                |
| 조제 하무스 오르타            | 비폭력과 대화를 통한 동티모르 분쟁의 해결 | 1996      |                |
| 총2명                         |                                           |           |                |

### 미얀마
| 평화상(1)  |                                             |           |                |
| 이름       | 수상 이유                                   | 수상 년도 | 기타 국적 사항 |
| 아웅산수찌 | 미얀마의 인권과 민주주의를 위한 비폭력 투쟁 | 1991      |                |
| 총1명      |                                             |           |                |

### 방글라데시
| 평화상(1, 1)    |                                                                 |           |                |
| 이름            | 수상 이유                                                       | 수상 년도 | 기타 국적 사항 |
| 무함마드 유누스 | 무담보 소액대출을 통한 빈곤층과 여성의 경제적, 사회적 기회 확대 | 2006      |                |
| 그라민 은행     | 무담보 소액대출을 통한 빈곤층과 여성의 경제적, 사회적 기회 확대 | 2006      |                |
| 총 1명, 1단체   |                                                                 |           |                |

### 베트남
| 평화상(1)         | |           |                |
| 이름              | 수상 이유 | 수상 년도 | 기타 국적 사항 |
| 레득토(수상 거절) | 1968년 베트남 평화 교섭을 위한 파리 회담의 월맹 측 대표단 특별 고문으로서 미국 측의 대통령 보좌관이었던 헨리 키신저와의 비밀교섭을 통해 교섭 성공을 이끎 | 1973      |                |
| 총1명             | |           |                |

### 아제르바이잔
| 물리학상(1) |                                                                                     |           |                |       |       |       |       |
| 이름        | 수상 이유                                                                           | 수상 년도 | 기타 국적 사항 |       |       |       |       |
| 레프 란다우 | 란다우는 헬륨 II 가 2.17K 이하에서 보이는 초유체현상에 대해 수학적 이론을 세운 업적 | 1962      |                | 총1명 | 총1명 | 총1명 | 총1명 |

### 예멘
| 평화상(1)       |                              |           |                |
| 이름            | 수상 이유                    | 수상 년도 | 기타 국적 사항 |
| 타우왁쿨 카르만 | 2011~2012년 예멘 혁명을 이끎 | 2011      |                |
| 총1명           |                              |           |                |

### 이란
| 문학상(1)   |           |           |                |
| 이름        | 수상 이유 | 수상 년도 | 기타 국적 사항 |
| 도리스 레싱 | -         | 1998      |                |
| 평화상(1)   |           |           |                |
| 이름        | 수상 이유 | 수상 년도 | 기타 국적 사항 |
| 시린 에바디 | -         | 2003      |                |
| 총 2명      |           |           |                |

### 이스라엘
| 화학상(4)            |           |           |                                           |
| 이름                 | 수상 이유 | 수상 년도 | 기타 국적 사항                            |
| 단 셰흐트만          | -         | 2011      |                                           |
| 아다 요나트          | -         | 2009      |                                           |
| 아론 치카노베르      | -         | 2004      |                                           |
| 아브람 헤르슈코      | -         | 2004      |                                           |
| 경제학상(2)          |           |           |                                           |
| 이름                 | 수상 이유 | 수상 년도 | 기타 국적 사항                            |
| 로버트 아우만        | -         | 2005      |                                           |
| 대니얼 카너먼        | -         | 2002      |                                           |
| 평화상(3)            |           |           |                                           |
| 이름                 | 수상 이유 | 수상 년도 | 기타 국적 사항                            |
| 이츠하크 라빈        | -         | 1994      |                                           |
| 시몬 페레스          | -         | 1994      | 폴란드 출생:현 벨라루스                   |
| 메나헴 베긴          | -         | 1978      | 러시아 출생:현 벨라루스                   |
| 문학상(1)            |           |           |                                           |
| 이름                 | 수상 이유 | 수상 년도 | 기타 국적 사항                            |
| 슈무엘 요세프 아그논 | -         | 1966      | 오스트리아-헝가리 제국 출생:현 우크라이나 |
| 총 10명              |           |           |                                           |

### 인도
| 화학상(1)                 |           |           |                                                     |
| 이름                      | 수상 이유 | 수상 년도 | 기타 국적 사항                                      |
| 벤카트라만 라마크리시난   | -         | 2009      |                                                     |
| 경제학상(1)               |           |           |                                                     |
| 이름                      | 수상 이유 | 수상 년도 | 기타 국적 사항                                      |
| 아마르티아 센             | -         | 1998      | 영국령 인도 제국 출생:현 인도                       |
| 물리학상(2)               |           |           |                                                     |
| 이름                      | 수상 이유 | 수상 년도 | 기타 국적 사항                                      |
| 수브라마니안 찬드라세카르 | -         | 1983      | 영국령 인도 제국 출생:현 인도 1953년 미국 국적 취득 |
| 찬드라세카 벵카타 라만    | -         | 1930      |                                                     |
| 평화상(1)                 |           |           |                                                     |
| 이름                      | 수상 이유 | 수상 년도 | 기타 국적 사항                                      |
| 테레사 수녀               | -         | 1979      | 오스만 제국 출생:현 마케도니아                      |
| 생리학·의학상(1)          |           |           |                                                     |
| 이름                      | 수상 이유 | 수상 년도 | 기타 국적 사항                                      |
| 하르 고빈드 코라나        | -         | 1968      | 영국령 인도 제국 출생:현 인도                       |
| 문학상(1)                 |           |           |                                                     |
| 이름                      | 수상 이유 | 수상 년도 | 기타 국적 사항                                      |
| 라빈드라나트 타고르       | -         | 1913      |                                                     |
| 총 7명                    |           |           |                                                     |

### 일본
| 물리학상(11)               | |           |                      |
| 이름                       | 수상 이유 | 수상 년도 | 기타 국적 사항       |
| 가지타 다카아키            | 중성미자가 질량이 있다는 것을 나타내는 중성미자 진동의 발견                                                                    | 2015      |                      |
| 아카사키 이사무            | 고휘도 청색 발광 다이오드(청색 LED) 개발                                                                                       | 2014      |                      |
| 아마노 히로시              | 고휘도 청색 발광 다이오드(청색 LED) 개발                                                                                       | 2014      |                      |
| 나카무라 슈지              | 고휘도 청색 발광 다이오드(청색 LED) 개발                                                                                       | 2014      | 미국 복수국적 2000 - |
| 고바야시 마코토            | 3세대 6가지 맛깔의 쿼크가 존재한다는 쿼크 섞임 이론을 통해 약력의 CP 위반을 설명                                               | 2008      |                      |
| 마스카와 도시히데          | 3세대 6가지 맛깔의 쿼크가 존재한다는 쿼크 섞임 이론을 통해 약력의 CP 위반을 설명                                               | 2008      |                      |
| 난부 요이치로              | 자발 대칭 깨짐에 대한 선구적인 연구를 실시.                                                                                    | 2008      | 미국 1970 - 2015     |
| 고시바 마사토시            | 우주에서 날아온 중성미자와 X선의 첫 관측                                                                                       | 2002      |                      |
| 에사키 레오나              | 반도체 PN 접합에서 터널 효과 발견                                                                                              | 1973      |                      |
| 도모나가 신이치로          | 양자전기역학 분야 개척과 기본입자 성질 연구                                                                                    | 1965      |                      |
| 유카와 히데키              | 핵력에서의 중간자 존재를 예측한 유카와 퍼텐셜 이론 발표                                                                        | 1949      |                      |
| 화학상(7)                  | |           |                      |
| 이름                       | 수상 이유 | 수상 년도 | 기타 국적 사항       |
| 네기시 에이이치            | 팔라듐의 촉매 반응 개발 | 2010      |                      |
| 스즈키 아키라              | 팔라듐의 촉매 반응 개발 | 2010      |                      |
| 시모무라 오사무            | 해파리에서의 녹색형광단백질 발견                                                                                               | 2008      |                      |
| 다나카 고이치              | 연성 레이저 이탈 기법을 통한 단백질 등 고분자 물질의 질량 측정 방법 개발                                                       | 2002      |                      |
| 노요리 료지                | 광학 이성질체 가운데 원하는 한 가지만 얻을 수 있는 광학활성촉매 개발과 광학합성물질 합성법의 산업화 기여                       | 2001      |                      |
| 시라카와 히데키            | 플라스틱, 아세틸렌 중합체의 아이오딘 삽입을 통한 전기전도율 증가 발견과 개발                                                   | 2000      |                      |
| 후쿠이 겐이치              | '궤도대칭성, 선택규칙, 반응'의 화학 반응 경로 이론 규명                                                                        | 1981      |                      |
| 생리학·의학상(5)           | |           |                      |
| 이름                       | 수상 이유 | 수상 년도 | 기타 국적 사항       |
| 혼조 다스쿠                | 면역체계를 이용한 암 치료법인 면역관문수용체를 발견                                                                            | 2018      |                      |
| 오스미 요시노리            | 오토파지의 메커니즘을 발견 | 2016      |                      |
| 오무라 사토시              | 선충의 기생에 의해서 일으키는 감염병에 대한 새로운 치료법 발견                                                                 | 2015      |                      |
| 야마나카 신야              | 이미 성숙하고 분화된 세포를 미성숙한 세포로 역분화해 다시 모든 조직으로 발전시킬 수 있다는 사실을 발견 (유도만능줄기세포 개발) | 2012      |                      |
| 도네가와 스스무            | 다양한 항체 생성에 관한 유전학적 원칙 규명                                                                                     | 1987      |                      |
| 문학상(2)                  | |           |                      |
| 이름                       | 수상 이유 | 수상 년도 | 기타 국적 사항       |
| 오에 겐자부로              | 소설 《만엔 원년의 풋볼》 | 1994      |                      |
| 가와바타 야스나리          | 소설 《설국》 | 1968      |                      |
| 평화상(2)                  | |           |                      |
| 이름                       | 수상 이유 | 수상 년도 | 기타 국적 사항       |
| 사토 에이사쿠              | "핵무기를 만들지도, 갖지도, 반입하지도 않는다"는 비핵 3원칙의 주장                                                             | 1974      |                      |
| 일본원수폭피해자단체협의회 | | 2024      |                      |
| 총 26명 1단체              | |           |                      |

### 대만
| 화학상(1)   |                                             |           |                 |
| 이름        | 수상 이유                                   | 수상 년도 | 기타 국적 사항  |
| 리위안저    | 화학반응 역학 발전에 이바지한 공로          | 1986년    |                 |
| 물리학상(2) |                                             |           |                 |
| 이름        | 수상 이유                                   | 수상 년도 | 기타 국적 사항  |
| 양전닝      | 기본입자의 발견을 이끈 홀짝성 비보존의 연구 | 1957년    | 미국 1964 -     |
| 리정다오    |                                             | 1957년    | 미국 1961 -2024 |
| 총3명       |                                             |           |                 |

### 중화인민공화국
- 평화상(1)
  - 류샤오보, 2010년
- 문학상(1)
  - 모옌, 2012년
- 물리학상(1)
  - 대니얼 추이, 1998년
- 생리학·의학상(1)
  - 투유유 2015년
- 총 4명

ㄴ  홍콩 중화인민공화국 특별행정구
- 물리학상(1)
  - 찰스 가오, 2009년
- 총 1명

ㄴ  티베트 중화인민공화국 자치구
- 평화상(1)
  - 제14대 달라이 라마, 1989년
- 총 1명

### 키프로스
| 경제학상(1)           |           |           |                |
| 이름                  | 수상 이유 | 수상 년도 | 기타 국적 사항 |
| 크리스토퍼 피사리데스 | -         | 2010년    |                |
| 총1명                 |           |           |                |

### 터키
| 문학상(1)     |           |           |                |
| 이름          | 수상 이유 | 수상 년도 | 기타 국적 사항 |
| 오르한 파묵   | -         | 2006년    |                |
| 화학상(1)     |           |           |                |
| 이름          | 수상 이유 | 수상 년도 | 기타 국적 사항 |
| 아지즈 산자르 | -         | 2015년    |                |
| 총2명         |           |           |                |

### 파키스탄
| 물리학상(1)       |           |           |                |
| 이름              | 수상 이유 | 수상 년도 | 기타 국적 사항 |
| 압두스 살람       | -         | 1979년    | 무굴 제국 출생 |
| 평화상(1)         |           |           |                |
| 이름              | 수상 이유 | 수상 년도 | 기타 국적 사항 |
| 말랄라 유사프자이 | -         | 2014년    |                |
| 총2명             |           |           |                |

### 팔레스타인
| 평화상(1)       |           |           |                |
| 이름            | 수상 이유 | 수상 년도 | 기타 국적 사항 |
| 야세르 아라파트 | -         | 1994년    |                |
| 총1명           |           |           |                |

## 오세아니아

### 뉴질랜드
| 화학상(1)         |           |           |                                       |
| 이름              | 수상 이유 | 수상 년도 | 기타 국적 사항                        |
| 어니스트 러더퍼드 | -         | 1908      | 영국 복수국적 1871/08/30 - 1937/10/19 |
| 총 1명            |           |           |                                       |

### 오스트레일리아
| 물리학상(2)          |           |           |                |
| 이름                 | 수상 이유 | 수상 년도 | 기타 국적 사항 |
| 브라이언 슈밋        | -         | 2011      | 미국 복수국적  |
| 윌리엄 로런스 브래그 | -         | 1915      |                |
| 생리학·의학상(7)     |           |           |                |
| 이름                 | 수상 이유 | 수상 년도 | 기타 국적 사항 |
| 엘리자베스 블랙번    | -         | 2009      |                |
| 배리 마셜            | -         | 2005      |                |
| 로빈 워런            | -         | 2005      |                |
| 피터 도허티          | -         | 1996      |                |
| 존 에클스            | -         | 1963      |                |
| 프랭크 버넷          | -         | 1960      |                |
| 하워드 플로리        | -         | 1945      |                |
| 화학상(1)            |           |           |                |
| 이름                 | 수상 이유 | 수상 년도 | 기타 국적 사항 |
| 존 콘포스            | -         | 1975      |                |
| 문학상(1)            |           |           |                |
| 이름                 | 수상 이유 | 수상 년도 | 기타 국적 사항 |
| 패트릭 화이트        | -         | 1973      |                |
| 총 11명              |           |           |                |

## 북아메리카

### 과테말라
| 평화상(1)              |           |           |                |
| 이름                   | 수상 이유 | 수상 년도 | 기타 국적 사항 |
| 리고베르타 멘추        | -         | 1992      |                |
| 문학상(1)              |           |           |                |
| 이름                   | 수상 이유 | 수상 년도 | 기타 국적 사항 |
| 미겔 앙헬 아스투리아스 | -         | 1967      |                |
| 총 2명                 |           |           |                |

### 멕시코
| 화학상(1)                |           |           |                |
| 이름                     | 수상 이유 | 수상 년도 | 기타 국적 사항 |
| 마리오 몰리나            | -         | 1995      |                |
| 문학상(1)                |           |           |                |
| 이름                     | 수상 이유 | 수상 년도 | 기타 국적 사항 |
| 옥타비오 파스            | -         | 1990      |                |
| 평화상(1)                |           |           |                |
| 이름                     | 수상 이유 | 수상 년도 | 기타 국적 사항 |
| 알폰소 가르시아 로블레스 | -         | 1982      |                |
| 총 3명                   |           |           |                |

### 미국
- 물리학상(90)
  - 안드레아 M. 게즈, 2020
  - 솔 펄머터, 2011
  - 브라이언 슈밋, 2011
  - 애덤 리스, 2011
  - 윌러드 보일, 2009
  - 찰스 가오, 2009
  - 조지 E. 스미스, 2009
  - 난부 요이치로, 2008
  - 존 C. 매더, 2006
  - 조지 스무트, 2006
  - 존 홀, 2005
  - 로이 글라우버, 2005
  - 데이비드 그로스, 2004
  - 데이비드 폴리처, 2004
  - 프랭크 윌첵, 2004
  - 앤서니 레깃, 2003
  - 알렉세이 아브리코소프, 2003
  - 레이먼드 데이비스, 2002
  - 리카르도 자코니, 2002
  - 에릭 코넬, 2001
  - 칼 와이먼, 2001
  - 잭 킬비, 2000
  - 대니얼 추이, 1998
  - 스티븐 추, 1997
  - 윌리엄 대니얼 필립스, 1997
  - 데이비드 리, 1996
  - 더글러스 오셔로프, 1996
  - 로버트 콜먼 리처드슨, 1996
  - 마틴 루이스 펄, 1995
  - 프레더릭 라이네스, 1995
  - 클리퍼드 슐, 1994
  - 러셀 헐스, 1993
  - 조셉 테일러, 1993
  - 제롬 프리드먼, 1990
  - 헨리 켄들, 1990
  - 한스 데멜트, 1989
  - 노먼 램지, 1989
  - 리언 레더먼, 1988
  - 멜빈 슈바르츠, 1988
  - 잭 스타인버거, 1988
  - 윌리엄 앨프리드 파울러, 1983
  - 케네스 G. 윌슨, 1982
  - 니콜라스 블룸베르헌, 1981
  - 아서 숄로, 1981
  - 제임스 왓슨 크로닌, 1980
  - 밸 로그즈던 피치, 1980
  - 스티븐 와인버그, 1979
  - 셸던 리 글래쇼, 1979
  - 로버트 우드로 윌슨, 1978
  - 아노 앨런 펜지어스, 1978
  - 필립 워런 앤더슨, 1977
  - 존 해즈브룩 밴블렉, 1977
  - 버턴 릭터, 1976
  - 새뮤얼 차오 충 팅, 1976
  - 벤 로위 모텔손, 1975
  - 제임스 레인워터, 1975
  - 이바르 예베르, 1973
  - 존 바딘, 1972
  - 리언 쿠퍼, 1972
  - 존 로버트 슈리퍼, 1972
  - 머리 겔만, 1969
  - 루이스 월터 앨버레즈, 1968
  - 한스 베테, 1967
  - 리처드 파인만, 1965
  - 줄리언 슈윙거, 1965
  - 찰스 하드 타운스, 1964
  - 마리아 괴퍼트메이어, 1963
  - 유진 위그너, 1963
  - 로버트 호프스태터, 1961
  - 도널드 글레이저, 1960
  - 오언 체임벌린, 1959
  - 에밀리오 지노 세그레, 1959
  - 양전닝, 1957
  - 리정다오, 1957
  - 윌리엄 쇼클리, 1956
  - 존 바딘, 1956
  - 월터 하우저 브래튼, 1956
  - 윌리스 유진 램, 1955
  - 폴리카프 쿠시, 1955
  - 에드워드 밀스 퍼셀, 1952
  - 펠릭스 블로흐, 1952
  - 퍼시 윌리엄스 브리지먼, 1946
  - 이지도어 아이작 라비, 1944
  - 오토 슈테른, 1943
  - 어니스트 로런스, 1939
  - 클린턴 조지프 데이비슨, 1937
  - 칼 데이비드 앤더슨, 1936
  - 아서 콤프턴, 1927
  - 로버트 앤드루스 밀리컨, 1923
  - 앨버트 에이브러햄 마이컬슨, 1907
- 생리학·의학상(99)
  - 하비 J 올터, 2020
  - 찰스 M. 라이스, 2020
  - 랠프 슈타인만, 2011
  - 브루스 보이틀러, 2011
  - 엘리자베스 블랙번, 2009
  - 캐럴 그라이더, 2009
  - 잭 쇼스택, 2009
  - 마리오 카페키, 2007
  - 올리버 스미시스, 2007
  - 앤드루 파이어, 2006
  - 크레이그 멜로, 2006
  - 리처드 액셀, 2004
  - 린다 벅, 2004
  - 폴 로터버, 2003
  - 시드니 브레너, 2002
  - 로버트 호비츠, 2002
  - 릴런드 하트웰, 2001
  - 폴 그린가드, 2000
  - 에릭 캔들, 2000
  - 아메드 즈웨일, 1999
  - 귄터 블로벨, 1999
  - 로버트 퍼치고트, 1998
  - 루이스 이그나로, 1998
  - 페리드 뮤라드, 1998
  - 스탠리 프루시너, 1997
  - 에드워드 루이스, 1995
  - 에릭 위샤우스, 1995
  - 알프레드 길먼, 1994
  - 마틴 로드벨, 1994
  - 필립 샤프, 1993
  - 에드먼드 피셔, 1992
  - 에드윈 크레브스, 1992
  - 조지프 머리, 1990
  - 도널 토머스, 1990
  - 마이클 비숍, 1989
  - 해럴드 엘리엇 바머스, 1989
  - 거트루드 엘리언, 1988
  - 조지 히칭스, 1988
  - 스탠리 코헨, 1986
  - 레비 몬탈치니, 1986
  - 마이클 브라운, 1985
  - 조지프 골드스타인, 1985
  - 바바라 매클린톡, 1983
  - 데이비드 허블, 1981
  - 로저 울컷 스페리, 1981
  - 바루지 베나세라프, 1980
  - 조지 스넬, 1980
  - 앨런 코맥, 1979
  - 해밀턴 스미스, 1978
  - 대니얼 네이선스, 1978
  - 로제 기유맹, 1977
  - 앤드루 섈리, 1977
  - 로절린 서스먼 얠로, 1977
  - 바루크 블럼버그, 1976
  - 다니엘 가이듀섹, 1976
  - 데이비드 볼티모어, 1975
  - 레나토 둘베코, 1975
  - 하워드 테민, 1975
  - 폴 플로리, 1975
  - 조지 펄레이드, 1974
  - 제럴드 에덜먼, 1972
  - 얼 서덜랜드, 1971
  - 줄리어스 액설로드, 1970
  - 막스 델브뤽, 1969
  - 앨프리드 허시, 1969
  - 살바도르 루리아, 1969
  - 로버트 홀리, 1968
  - 마셜 니런버그, 1968
  - 핼던 하틀라인, 1967
  - 조지 월드, 1967
  - 찰스 브렌턴 허긴스, 1966
  - 프랜시스 라우스, 1966
  - 콘래드 블로흐, 1964
  - 제임스 D. 왓슨, 1962
  - 게오르크 폰 베케시, 1961
  - 아서 콘버그, 1959
  - 세베로 오초아, 1959
  - 조지 비들, 1958
  - 조슈아 레더버그, 1958
  - 에드워드 테이텀, 1958
  - 디킨슨 리처즈, 1956
  - 앙드레 쿠르낭, 1956
  - 존 엔더스, 1954
  - 프레더릭 로빈스, 1954
  - 토머스 허클 웰러, 1954
  - 프리츠 리프만, 1953
  - 셀먼 에이브러햄 왁스먼, 1952
  - 필립 헨치, 1950
  - 에드워드 켄들, 1950
  - 칼 퍼디낸드 코리, 1947
  - 거티 코리, 1947
  - 허먼 조지프 멀러, 1946
  - 조지프 얼랭어, 1944
  - 허버트 개서, 1944
  - 에드워드 도이지, 1943
  - 조지 마이넛, 1934
  - 윌리엄 패리 머피, 1934
  - 조지 휘플, 1934
  - 토머스 헌트 모건, 1933
- 경제학상(50)
  - 크리스토퍼 심스, 2011
  - 토머스 사전트, 2011
  - 피터 다이아몬드, 2010
  - 데일 모텐슨, 2010
  - 엘리너 오스트롬, 2009
  - 올리버 E. 윌리엄슨, 2009
  - 폴 크루그먼, 2008
  - 레오니트 후르비치, 2007
  - 에릭 매스킨, 2007
  - 로저 마이어슨, 2007
  - 에드먼드 펠프스, 2006
  - 로버트 아우만, 2005
  - 토머스 셸링, 2005
  - 에드워드 프레스콧, 2004
  - 로버트 엥글, 2003
  - 대니얼 카너먼, 2002
  - 버넌 스미스, 2002
  - 조지프 스티글리츠, 2001
  - 조지 애컬로프, 2001
  - 마이클 스펜스, 2001
  - 제임스 헤크먼, 2000
  - 대니얼 맥패든, 2000
  - 로버트 머튼, 1997
  - 마이런 숄즈, 1997
  - 윌리엄 비크리, 1996
  - 로버트 루카스, 1995
  - 존 하사니, 1994
  - 존 포브스 내시, 1994
  - 바실리 레온티예프, 1973
  - 로버트 포겔, 1993
  - 더글러스 노스, 1993
  - 게리 베커, 1992
  - 머턴 밀러, 1990
  - 윌리엄 샤프, 1990
  - 해리 마코위츠, 1990
  - 로버트 솔로, 1987
  - 제임스 뷰캐넌, 1986
  - 프랑코 모딜리아니, 1985
  - 제라르 드브뢰, 1983
  - 조지 스티글러, 1982
  - 제임스 토빈, 1981
  - 로렌스 클라인, 1980
  - 시어도어 슐츠, 1979
  - 허버트 사이먼, 1979
  - 밀턴 프리드먼, 1976
  - 찰링 코프만스, 1985
  - 케네스 애로, 1972
  - 사이먼 쿠즈네츠, 1971
  - 폴 새뮤얼슨, 1970
- 화학상(61)
  - 제니퍼 다우드나, 2020
  - 리처드 헤크, 2010
  - 네기시 에이이치, 2010
  - 토머스 스타이츠, 2009
  - 로저 첸, 2008
  - 마틴 챌피, 2008
  - 시모무라 오사무, 2008
  - 로저 콘버그, 2006
  - 로버트 그럽스, 2005
  - 리처드 슈록, 2005
  - 어윈 로즈, 2004
  - 피터 아그레, 2003
  - 로더릭 매키넌, 2003
  - 윌리엄 스탠디시 놀스, 2001
  - 칼 배리 샤플리스, 2001
  - 앨런 히거, 2000
  - 앨런 맥더미드, 2000
  - 월터 콘, 1998
  - 폴 보이어, 1997
  - 리처드 스몰리, 1996
  - 로버트 컬, 1996
  - 마리오 몰리나, 1995
  - 셔우드 롤런드, 1995
  - 조지 올라, 1994
  - 캐리 멀리스, 1993
  - 루돌프 마커스, 1992
  - 일라이어스 코리, 1990
  - 시드니 올트먼, 1989
  - 토마스 체크, 1989
  - 찰스 피더슨, 1987
  - 도널드 크램, 1987
  - 더들리 허슈바흐, 1986
  - 리위안저, 1986
  - 제롬 칼, 1985
  - 헤르트 하우프트만, 1985
  - 로버트 메리필드, 1984
  - 헨리 토브, 1983
  - 로알드 호프만, 1981
  - 월터 길버트, 1980
  - 폴 버그, 1980
  - 허버트 C. 브라운, 1979
  - 윌리엄 립스콤, 1976
  - 크리스천 앤핀선, 1972
  - 스탠퍼드 무어, 1972
  - 윌리엄 스타인, 1972
  - 라르스 온사거, 1968
  - 로버트 멀리컨, 1966
  - 로버트 번스 우드워드, 1965
  - 멜빈 캘빈, 1961
  - 윌러드 리비, 1960
  - 빈센트 뒤 비뇨, 1955
  - 라이너스 폴링, 1954
  - 에드윈 맥밀런, 1951
  - 글렌 T. 시보그, 1951
  - 윌리엄 지오크, 1949
  - 웬들 메러디스 스탠리, 1946
  - 제임스 섬너, 1946
  - 존 하워드 노스럽, 1946
  - 해럴드 유리, 1934
  - 어빙 랭뮤어, 1932
  - 시어도어 리처즈, 1914
- 평화상(21, 1)
  - 버락 오바마, 2009
  - 앨 고어, 2007
  - 지미 카터, 2002
  - 조디 윌리엄스, 1997
  - 엘리 위젤, 1986
  - 헨리 키신저, 1973
  - 노먼 볼로그, 1970
  - 마틴 루터 킹 2세, 1964
  - 라이너스 폴링, 1962
  - 조지 마셜, 1953
  - 랠프 번치, 1950
  - 미국 퀘이커 봉사 위원회, 1947
  - 에밀리 그린 볼치, 1946
  - 존 모트, 1946
  - 코델 헐, 1945
  - 제인 애덤스, 1931
  - 니컬러스 머리 버틀러, 1931
  - 프랭크 빌링스 켈로그, 1929
  - 찰스 G. 도스, 1925
  - 우드로 윌슨, 1919
  - 엘리후 루트, 1912
  - 시어도어 루스벨트, 1906
- 문학상(12)
  - 토니 모리슨, 1993
  - 조지프 브로드스키, 1987
  - 체스와프 미워시, 1980
  - 아이작 바셰비스 싱어, 1978
  - 솔 벨로, 1976
  - 존 스타인벡, 1962
  - 어니스트 헤밍웨이, 1954
  - 윌리엄 포크너, 149
  - T. S. 엘리엇, 1948
  - 펄 S. 벅, 1938
  - 유진 오닐, 1936
  - 싱클레어 루이스, 1930
- 총 329명, 1단체

### 캐나다
- 생리학·의학상(3)
  - 랠프 슈타인만, 2011년
  - 찰스 브렌턴 허긴스, 1966년
  - 프레더릭 밴팅, 1923년
- 물리학(4)
  - 윌러드 보일, 2009년
  - 버트럼 브록하우스, 1994년
  - 리처드 테일러, 1990년
  - 데이비드 허블, 1983년
- 경제학(3)
  - 로버트 먼델, 1999년
  - 마이런 숄즈, 1997년
  - 윌리엄 비크리, 1996년
- 평화상(1, 1)
  - 퍼그워시 회의, 1995년
  - 레스터 피어슨, 1957년
- 화학상(7)
  - 마이클 스미스, 영국 출생, 1993년
  - 루돌프 마커스, 1992년
  - 시드니 알트만, 1990년
  - 헨리 토브, 1983년
  - 게르하르트 헤르츠베르크, 독일 출생, 1971년
  - 존 폴라니, 독일 출생, 1986년
  - 윌리엄 지오크, 1949년
- 문학상(1)
  - 솔 벨로, 1976년
- 총 19명, 1단체

### 코스타리카
| 평화상(1)         |           |           |                |
| 이름              | 수상 이유 | 수상 년도 | 기타 국적 사항 |
| 오스카르 아리아스 | -         | 1987      |                |
| 총 1명            |           |           |                |

### 트리니다드 토바고
| 문학상(1)    |           |           |                |
| 이름         | 수상 이유 | 수상 년도 | 기타 국적 사항 |
| V. S. 나이폴 | -         | 2001      |                |
| 총 1명       |           |           |                |

## 남아메리카

### 베네수엘라
| 생리학·의학상(1)  |                                                                    |           |                |
| 이름              | 수상 이유                                                          | 수상 년도 | 기타 국적 사항 |
| 바루지 베나세라프 | 항체 생성은 멘델의 유전법칙에 준수하는 유전적 요인이 핵심임을 발견 | 1980      |                |
| 총 1명            |                                                                    |           |                |

### 브라질
| 생리학·의학상(1) |                        |           |                              |
| 이름             | 수상 이유              | 수상 년도 | 기타 국적 사항               |
| 피터 메더워      | 후천적 면역내성의 발견 | 1960      | 영국 복수국적 ? - 1987/10/02 |
| 총 1명           |                        |           |                              |

### 세인트루시아
| 문학상(1)   |                                               |           |                |
| 이름        | 수상 이유                                     | 수상 년도 | 기타 국적 사항 |
| 데릭 월컷   | -                                             | 1992      |                |
| 경제학상(1) |                                               |           |                |
| 이름        | 수상 이유                                     | 수상 년도 | 기타 국적 사항 |
| 아서 루이스 | 선진국 공업화 관련 식민지무역과 개발문제 연구 | 1979      |                |
| 총 2명      |                                               |           |                |

### 아르헨티나
| 생리학·의학상(2)         |           |           |                |
| 이름                     | 수상 이유 | 수상 년도 | 기타 국적 사항 |
| 세사르 밀스테인          | -         | 1984      |                |
| 베르나르도 우사이        | -         | 1947      |                |
| 평화상(2)                |           |           |                |
| 이름                     | 수상 이유 | 수상 년도 | 기타 국적 사항 |
| 아돌포 페레스 에스키벨   | -         | 1980      |                |
| 카를로스 사베드라 라마스 | -         | 1936      |                |
| 화학상(1)                |           |           |                |
| 이름                     | 수상 이유 | 수상 년도 | 기타 국적 사항 |
| 루이스 를루아르          | -         | 1970      |                |
| 총 5명                   |           |           |                |

### 칠레
| 문학상(2)           |           |           |                |
| 이름                | 수상 이유 | 수상 년도 | 기타 국적 사항 |
| 파블로 네루다       | -         | 1971      |                |
| 가브리엘라 미스트랄 | -         | 1945      |                |
| 총 2명              |           |           |                |

### 콜롬비아
| 문학상(1)                  |                           |           |                |
| 이름                       | 수상 이유                 | 수상 년도 | 기타 국적 사항 |
| 가브리엘 가르시아 마르케스 | 소설 《백년 동안의 고독》 | 1982      |                |
| 총 1명                     |                           |           |                |

### 페루
| 문학상(1)            |           |           |                     |
| 이름                 | 수상 이유 | 수상 년도 | 기타 국적 사항      |
| 마리오 바르가스 요사 | -         | 2010      | 스페인 복수국적 ? - |
| 총 1명               |           |           |                     |

## 같이 보기
- 대학별 노벨상 수상자 목록